# Peter Tabichi
Peter Tabichi (Nyamira, 1982) és un religiós i professor de ciències de Kenya.
La seva mare va morir quan ell tenia 11 anys. El seu pare, el professor de primària Lawrence Tabichi, va tenir la feina de criar-los a ell i als seus germans. Va estudiar a la Universitat d'Egerton. I, després, es va unir a l'orde dels germans franciscans. Treballa a l'Escola Secundària Kerikode Pwani, on alumnes de diverses cultures i religions aprenen en aules mal equipades. El 95% dels estudiants provenen de famílies pobres, quasi un terç són orfes o tenen un sol pare, i molts d'ells tenen un difícil accés als aliments. Els seus estudiants, contra tot pronòstic, han aconseguit guanyar el Premi de la Reial Societat de Química després d'aprofitar la vida vegetal local per a generar electricitat. Peter va veure com l'escola del seu llogaret va quedar la primera a nivell nacional en la categoria d'escoles públiques.
Va rebre el Premi Global a l'Ensenyament (Global Teacher Prize) el 23 de març de 2019. En la gala d'entrega de premis va utilitzar l'hàbit de l'orde de Sant Francesc d'Assís, que se cenyeix a la cintura amb el cordó franciscà de tres nusos, que representen la pobresa, la castedat i l'obediència.